# Porozumienie rosyjsko-angielskie

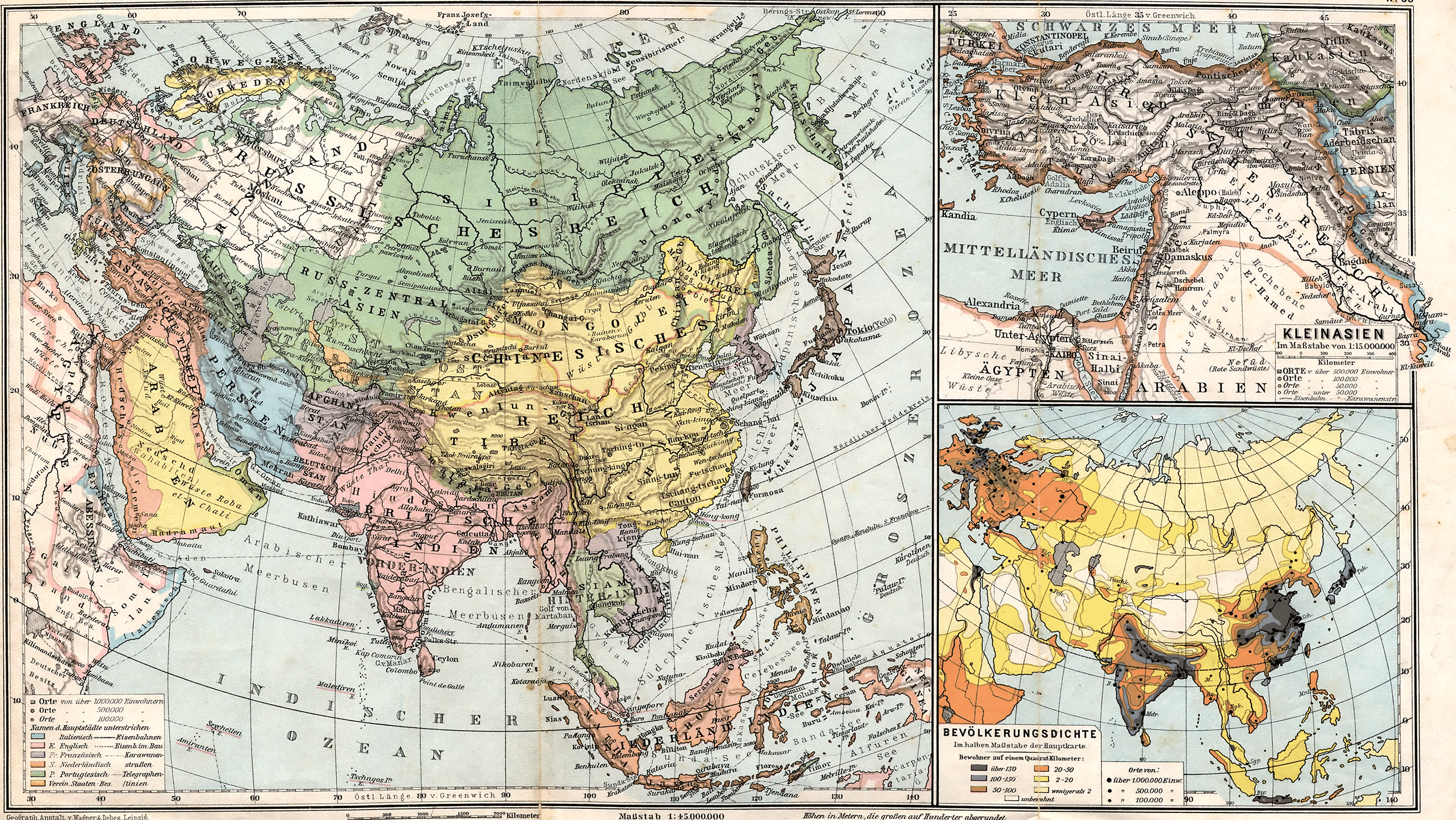
Azja w 1905 roku

Porozumienie rosyjsko-angielskie – układ podpisany 31 sierpnia 1907 roku w Petersburgu przez rosyjskiego ministra spraw zagranicznych Aleksandra Izwolskiego oraz angielskiego ambasadora w Rosji, Arthura Nicolsona. 

## Historia
Porozumienie zakończyło rywalizację obu krajów w tzw. „Wielkiej Grze” oraz gwarantowało respektowanie stref wpływów obu krajów w Persji, Afganistanie oraz Tybecie. Głównymi założeniami porozumienia były wzajemna pomoc ekonomiczna oraz doprowadzenie do równowagi sił w chwili rosnącej pozycji Niemiec. Wraz z podpisaniem przez Wielką Brytanię oraz Francję entente cordiale (1904) oraz dwuporozumienia pomiędzy Francją a Rosją (1892) w Europie powstało trójporozumienie obejmujące Wielką Brytanię, Francję oraz Rosję.
Trójsekcyjne postanowienie w kwestii Persji, Afganistanu oraz Tybetu:
- Persja będzie podzielona na trzy strefy: południową - kontrolowaną przez Wielką Brytanię, północną – podporządkowaną Rosji oraz środkową - neutralną, stanowiącą swoisty bufor pomiędzy strefami obu krajów. W dokumentach porozumienia nie nazwano tych rejonów strefami wpływów poszczególnych krajów, aby nie wyglądało to na przejęcie Persji w ręce „wielkich mocarstw”.

- Rosja uznaje protektorat brytyjski nad Afganistanem, przy jednoczesnym pozwoleniu na kontakty Rosji z emirem Afganistanu.

- Brytyjska wyprawa do Tybetu w latach 1903–1904 doprowadziła do powrotu Rosji oraz Wielkiej Brytanii do stanu status quo oraz zachowania równowagi strefy wpływu w tym regionie. Oba narody potwierdziły swoje interesy w zapisach porozumienia.

Porozumienia dotyczące strefy wpływów zostały podjęte bez wiedzy oraz zgody zarówno Persji, jak i Tybetu, mimo że perski parlament mógł samodzielnie podjąć decyzję w sprawie podziału stref wpływu.
Porozumienie rosyjsko-angielskie było jednym z szeregu sojuszy państw europejskich, które w chwili, gdy Austro-Węgry wypowiedziały wojnę Serbii 28 lipca 1914 roku, spowodowały – na zasadzie efektu domina – że na prawie całym kontynencie rozpętała się zawierucha wojenna.